# Boulevard Suyapa
El Boulevard Suyapa (también conocido popularmente como Bulevar Suyapa) es el nombre de una de las mayores y más importantes avenidas de Tegucigalpa, Honduras. Atraviesa toda la zona este del área metropolitana, siendo una vía importante para la circulación de vehículos y transporte público en la zona oriental de la urbe.
Su nombre brinda honor a Virgen de Suyapa
patrona de Honduras; a su vez, fue la primera avenida que conectó el centro de Tegucigalpa con la Aldea Suyapa.
Esta importante arteria atraviesa varios puntos importantes de forma directa como indirecta. 
Atraviesa varias zonas recidenciales muy conocidas de Tegucigalpa como:
- Morazán
- Alameda
- Loma Linda
- Florencia
- Tres Caminos
- Hacienda
- Trapiche
- Suyapa

Sirve de vía para la línea 1 y 2 del Trans450.

## Descripción
Fue proyectada en los años 60 como un camino desde el centro de la ciudad para llevar a la aldea Suyapa, aunque en un principio se puso la idea de ser una carretera interurbana, la demografía y el rápido crecimiento de la ciudad obligó a que la arteria debería ser una amplia avenida con una ancha mediana en medio.
El Estadio Nacional de Tegucigalpa serviría de entrada a la avenida, desde las faldas del cerro Juana Laínez y culminaría en la entrada de la aldea Suyapa.
Unos años más tarde, la construcción del tramo tuvo dos etapas, la primera culminó en la zona de la Colonia Florencia, paralizando la obra durante unos años y la segunda etapa concluyó cerca de la Universidad Nacional Autónoma de Honduras o Ciudad Universitaria. El objetivo final no había sido cumplido, y a falta de un kilómetro, la obra se paralizó en los años 90 debido a la construcción del Anillo Periférico de Tegucigalpa culminando dichas obras en 1998.
En el año 2006 se construyó a la altura del Estadio Nacional de Tegucigalpa por la salida hacia Comayagüela mediante los puentes Juan Ramón Molina y Bayley Francisco Morazán el paso a desnivel Cuatro Puntos Cardinales, mejorando la salida de la avenida.
En el año 2009 culminó la construcción del paso a desnivel 12. 
En el año 2010 inició la construcción de un paso a desnivel a la altura del Blvd la Hacienda, y en el 2013 comenzó la construcción del Trans 450, realizando obras complementarias como el túnel juventud 101 provocando la reducción de la mediana desde el Banco Centroamericano de Integración Económica hasta la Ciudad Universitaria.
En 2015 se procedió a la construcción de otro paso a desnivel a la altura del Palacio Universitario de la Universidad Nacional Autónoma de Honduras construyendo dos puentes y un túnel para la circulación de vehículos y autobuses articulados.
Desde el año 1999 el Estadio Nacional de Tegucigalpa sirve como rotonda para el acceso inicial de la avenida.

## Puntos de interés
El Bulevard, en su trayecto por la ciudad, posee importantes puntos. Algunos de los más destacables son:
- Estadio Nacional de Tegucigalpa.
- Iglesia San Martín de Porres.
- Corporación Dinant.
- Plantas Tropicales.
- Hospital Escuela Universitario.
- Supermercados La Colonia.
- Banco Centroamericano de Integración Económica.
- Hotel Alameda.
- Emisoras Unidas
- Corporación Televicentro.
- Torres Metrópolis (Tegucigalpa).
- Hotel Florencia.
- Torre Libertad.
- Palacio Universitario de la Universidad Nacional Autónoma de Honduras.
- Estadio Olímpico José Trinidad Reyes.
- Universidad Nacional Autónoma de Honduras.
- Basílica de Suyapa.

## Economía
El Bulevard Suyapa es uno de los ejes comerciales de la ciudad, especialmente en lo que a centros comerciales, centros educativos, puntos de salud, restaurantes de comida rápida, hostelería, turismo, convierten al distrito en el nuevo centro de Tegucigalpa o Downtown
. Tiene accesos cercanos a varios puntos de comercio como lo es el Mall Multiplaza, Pricesmart, tiendas La Curacao y es sede de importantes centros financieros como lo es la casa matriz de BAC Honduras, Davivienda Banco Centroamericano de Integración Económica, entre otras entidades financieras.

## Comercios
Algunos comercios de importancia:
- Plantas Tropicales
- Autorepuestos
- IPSA
- URLA
- Supermercados La Colonia
- Xtra
- Almacenes Tropigas
- ACOSA
- A&J Shoes
- Suzuki
- Pupusas Miraflores
- Farmacia Simán
- Tacos tado
- Gasolinera Uno
- Gasolinera Puma
- Gasolinera Texaco
- Vie de France
- Burger King
- Mcdonald's
- Pizza Hut
- KFC
- Dunkin Donuts
- Baskin Robbins
- Pollo Campero
- Circle K

## Hoteles
- Hotel Alameda
- Hotel Florencia
- Minister Business

## Centros Financieros
- Banco Centroamericano de Integración Económica
- Banco Davivienda
- Banpaís
- Banco Atlántida
- Banco Ficohsa
- Banco de Occidente
- BAC Honduras
- BANHPROVI

## Centros de Telecomunicaciones
- Radio América
- Emisoras Unidas
- Honduras TV
- Corporación Televicentro

## Centros de Educación y Cultura
- Escuela Ramón Rosa
- Universidad Nacional Autónoma de Honduras

## Centros de Salud y Hospitales
- Hospital Escuela Universitario
- Centro de Salud Alonso Suazo

## Recintos Deportivos
- Estadio Nacional de Tegucigalpa
- Palacio Universitario de la Universidad Nacional Autónoma de Honduras
- Estadio Olímpico José Trinidad Reyes